# Blaustirn-Lanzettschnabel
Der Blaustirn-Lanzettschnabel (Doryfera johannae) ist eine Vogelart aus der Familie der Kolibris (Trochilidae). Die Art hat ein großes Verbreitungsgebiet, das sich über die Länder Kolumbien, Ecuador, Peru, Venezuela, Guyana und Brasilien erstreckt. Der Bestand wird von der IUCN als „nicht gefährdet“ (least concern) eingeschätzt.

## Merkmale

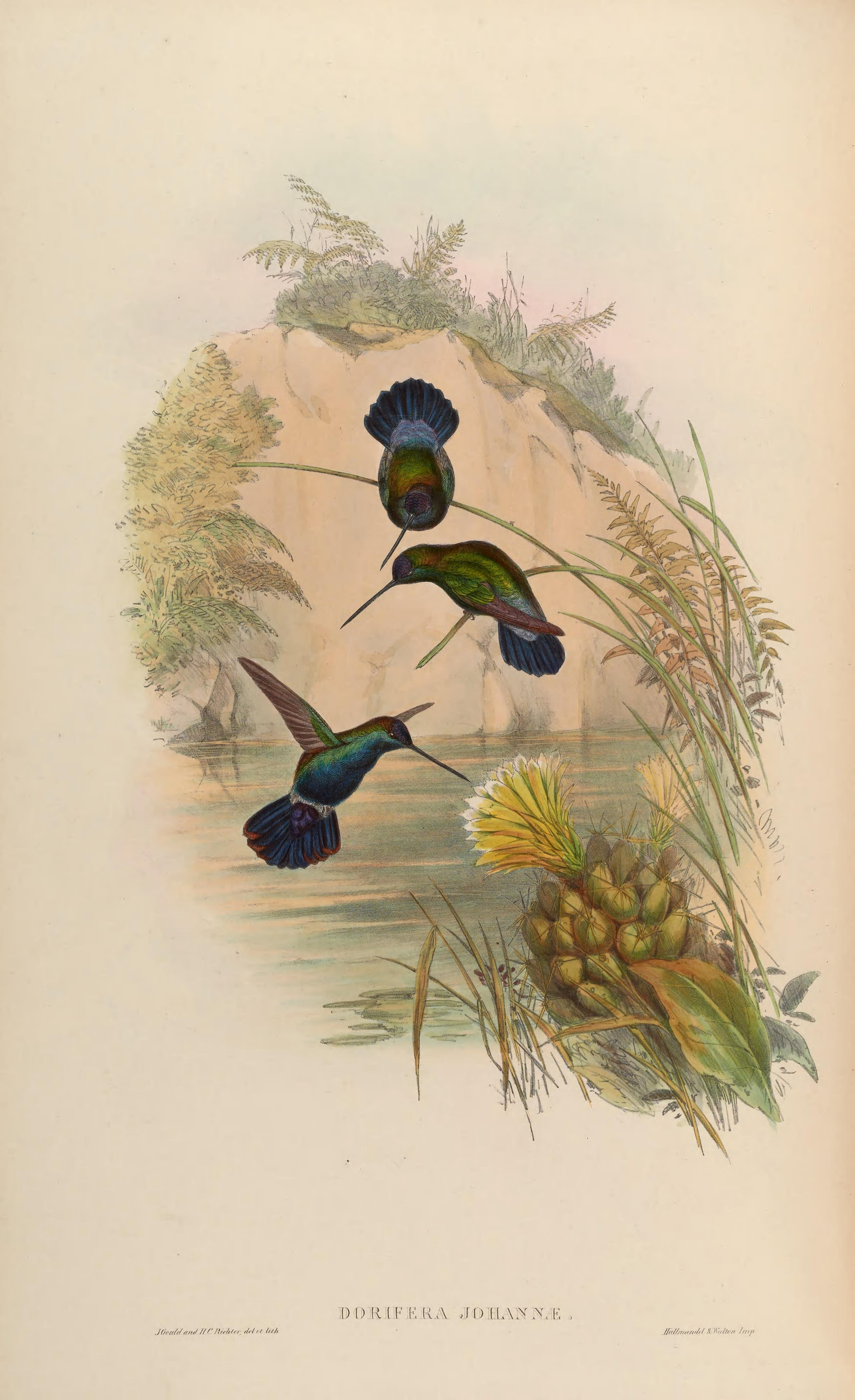
Blaustirn-Lanzettschnabel illustriert von John Gould und Henry Constantine Richter (Lieferung 4 aus dem Jahr 1853)

Der Blaustirn-Lanzettschnabel erreicht eine Körperlänge von 9 cm, wobei der gerade leicht nach oben gebogene Schnabel 2,7 cm lang ist.  Das Gewicht liegt bei 3,7 g. Das Männchen wirkt sehr dunkel mit einem violett glitzernden vorderen Oberkopf und einem kleinen, weißen Fleck hinter dem Auge. Der Nacken ist kupferfarben, der Rest der Oberseite mit einer dunklen metallisch grünen Färbung, die an den Oberschwanzdecken ins Bläuliche übergeht. Die Unterseite ist schwärzlich blaugrün, der abgerundete Schwanz blauschwarz. Das Weibchen hat ein schmaleres glitzerndes blaugrünes Stirnband. Die Unterseite ist heller mit gräulicherem Teint. Die Schwanzfedern sind von grauen Sprenkeln durchzogen.

## Verhalten
Blaustirn-Lanzettschnäbel verhalten sich eher unauffällig. Wenn sie sitzen, ist ihr Schnabel meist nach oben gerichtet. Gewöhnlich sieht man die Vögel alleine in den unteren bis mittleren Straten Nektar sammeln. Dabei bevorzugen sie lange, rohrförmige nach unten oder horizontal gerichtete Blüten wie z. B. Heidekrautgewächse, Gesneriengewächse und Rötegewächse, die sie in rascher Folge von einer zur anderen anfliegen und regelmäßig aufsuchen (Traplining). Eine besondere Vorliebe haben sie für blühende Reben. Außerdem fangen sie im Flug regelmäßig kleinere Insekten. Nur gelegentlich verteidigen sie auch ihre Blüten.

## Verbreitung und Lebensraum

Verbreitungsgebiet (grün) des Blaustirn-Lanzettschnabels

Meist findet man Blaustirn-Lanzettschnäbel alleine in der Nähe von rauschenden Bergflüssen. Dort besuchen sie regelmäßig blühende Büsche und kleinere Bäume an Waldrändern. Sie verhalten sich ähnlich wie der Grünstirn-Lanzettschnabel (Doryfera ludovicae), mit dem sie teilweise das gleiche Habitat teilen. Blaustirn-Lanzettschnäbel sind aber deutlich öfters nahe an Gewässern vorzufinden. Sie bewegen sich in Höhenlagen zwischen 400 und 1400 Metern. Oft sind sie an schattigen, nassen Steinformationen oder Höhlen anzutreffen, sehr selten in sonnigem, offenem Gelände.

## Fortpflanzung
Das kelchförmiges Nest bauen Blaustirn-Lanzettschnäbel auf Steinüberhängen in Höhlen. Zum Bau verwenden sie Moos und Spinnweben.

## Lautäußerungen
Blaustirn-Lanzettschnäbel geben gelegentlich ein hellklingendes tsit, insbesondere im Flug, von sich.

## Unterarten
Es sind zwei Unterarten bekannt:
- Doryfera johannae johannae (Bourcier, 1847)[5] – Die Nominatform kommt im Südosten Kolumbiens, im Osten Ecuadors und im Nordosten Perus vor.
- Doryfera johannae guianensis (Boucard, 1893)[6] – Diese Unterart kommt im Süden Venezuelas, im Süden Guyanas und im Norden Brasiliens vor.

## Etymologie und Forschungsgeschichte
Jules Bourcier beschrieb den Blaustirn-Lanzettschnabel unter dem Namen Trochilus Johannae. Das Typusexemplar hatte Andrew Mathews (1801–1841)  in Peru gesammelt. 1847 führte John Gould die Gattung Doryfera für den Grünstirn-Lanzettschnabel (Doryfera ludovicae (Bourcier & Mulsant, 1847)) und den Blaustirn-Lanzettschnabel ein. Dieser Name leitet sich von den griechischen Wörtern δόρῠ, δόρᾰτος dóry, dóratos für „Speer“ und φέρω phérō für „tragen“ ab. Wer mit dem Artnamen johannae geehrt werden sollte, ist unklar, da Bourcier keine Angaben dazu machte. Möglicherweise war Jane Cooke, geb. Loddiges (1812–1843), gemeint, eine Tochter von George Loddiges (1786–1846). Das Manuskript seines Vaters und den Balg hatte  Bourcier von Conrad Loddiges II (1821–1865) erhalten. Guianensis bezeichnet Britisch-Guayana, das Land, in dem Henry Whitely das Typusexemplar gesammelt hatte.